# Гуляйпільська школа №2
Загальноосвітня школа I – III ступенів №2 — заклад середньої освіти в місті Гуляйполе Запорізької області.

## Історія
Історія школи бере свій початок з 1903 року – на території Вербівської сотні за рішенням Гуляйпільського земства була побудована і почала свою роботу друга земська народна школа. У школі вивчались такі предмети: Закон Божий, чистописання, арифметика, історія. Після закінчення школи випускники отримували посвідчення, видані Олександрівською повітовою учительською радою Катеринославської губернії. 
В 1940 році побудувано новий двоповерховий корпус школи, яку реорганізували у середню.
З 1943 по 1951 роки школа була семирічною. З 1954 по 1957 роки школа випустила 205 учнів з середньою освітою. За своє сторіччя школа випустила понад 3000 учнів, з них 61 закінчили школу з золотою медаллю. На сьогоднішній день у школі навчаються 145 дітей.

## Галерея

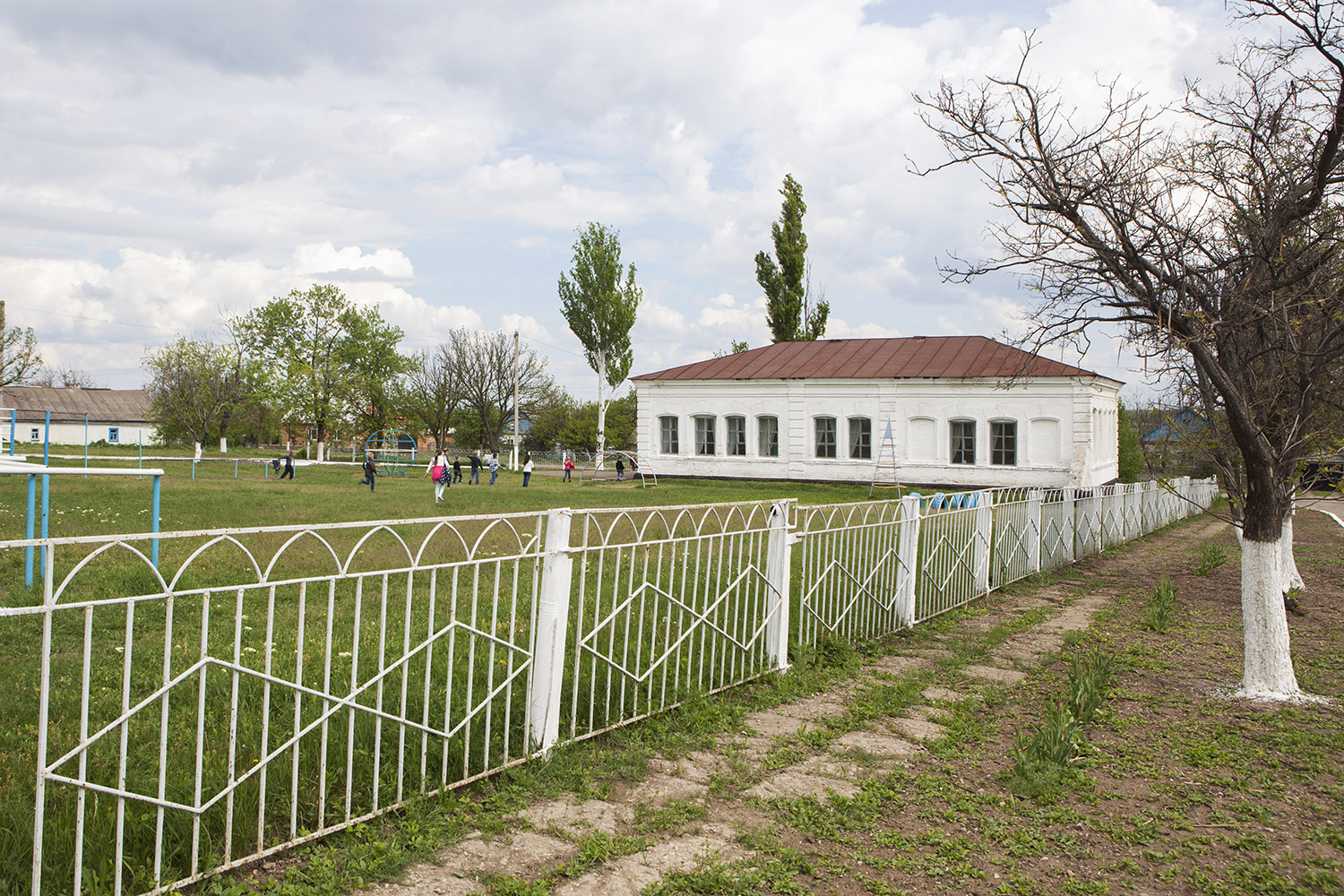
Один з корпусів Гуляйпільської школи №2 (вул. Вербова). Рік побудови 1903
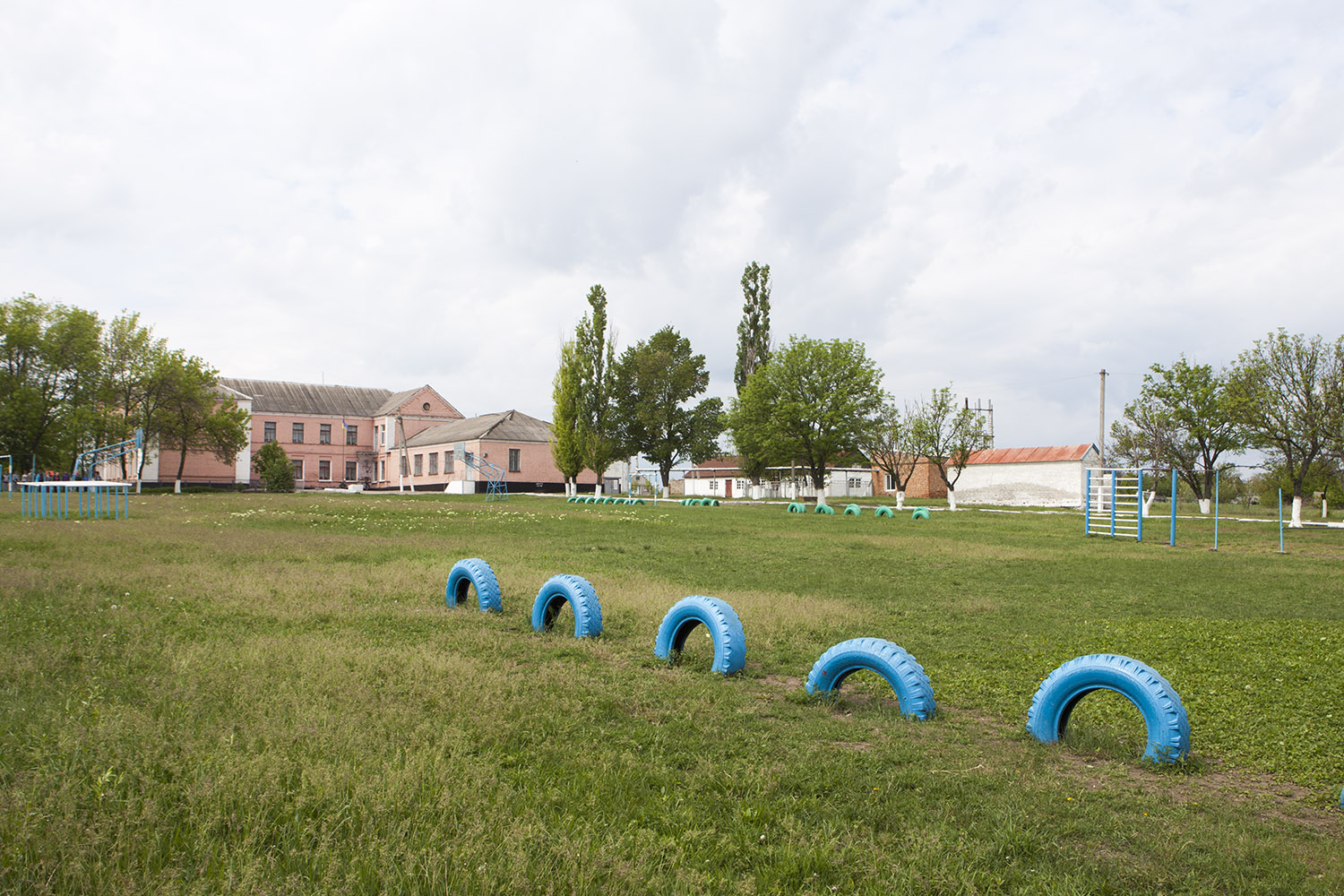
ЗОШ№2
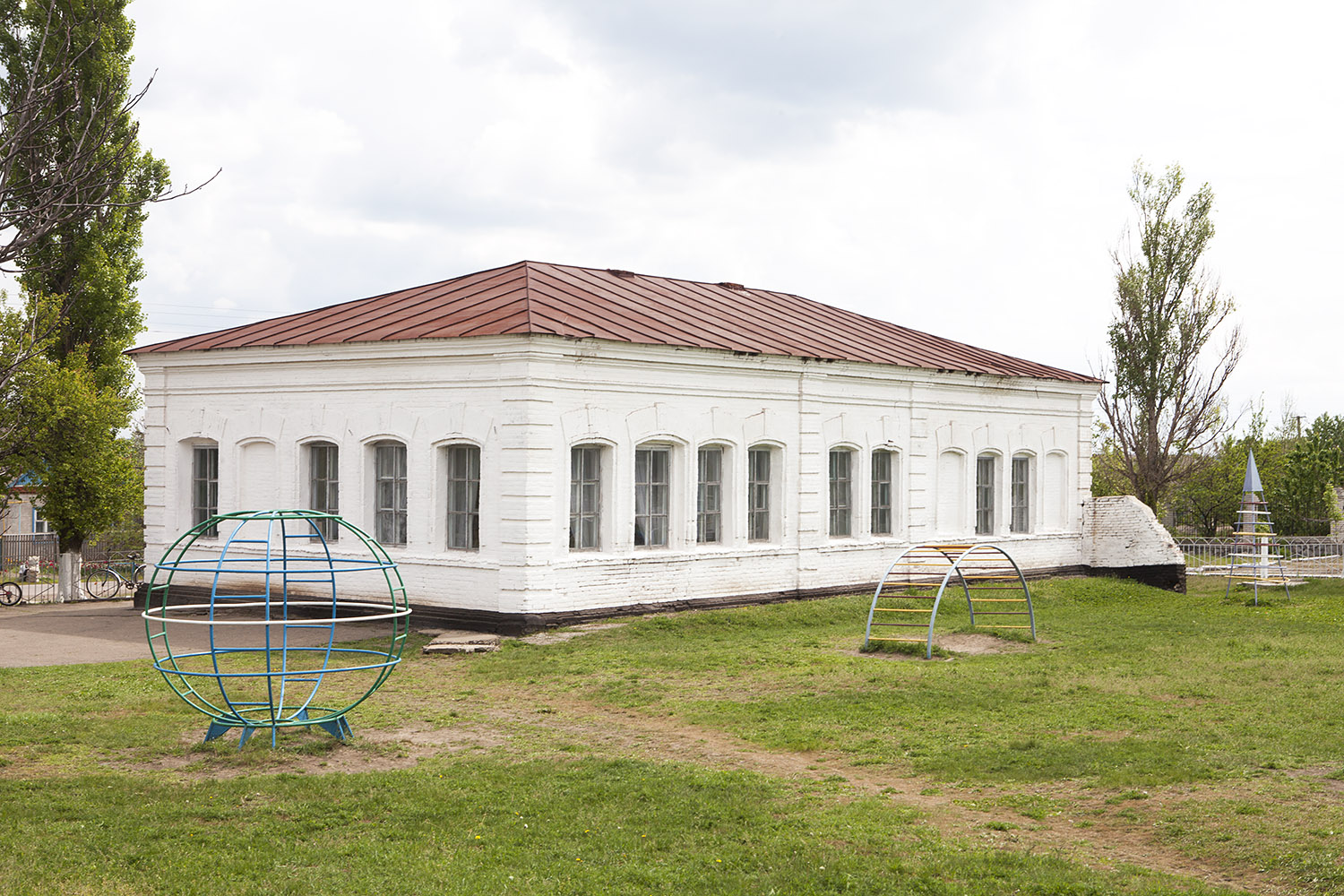
ЗОШ№2
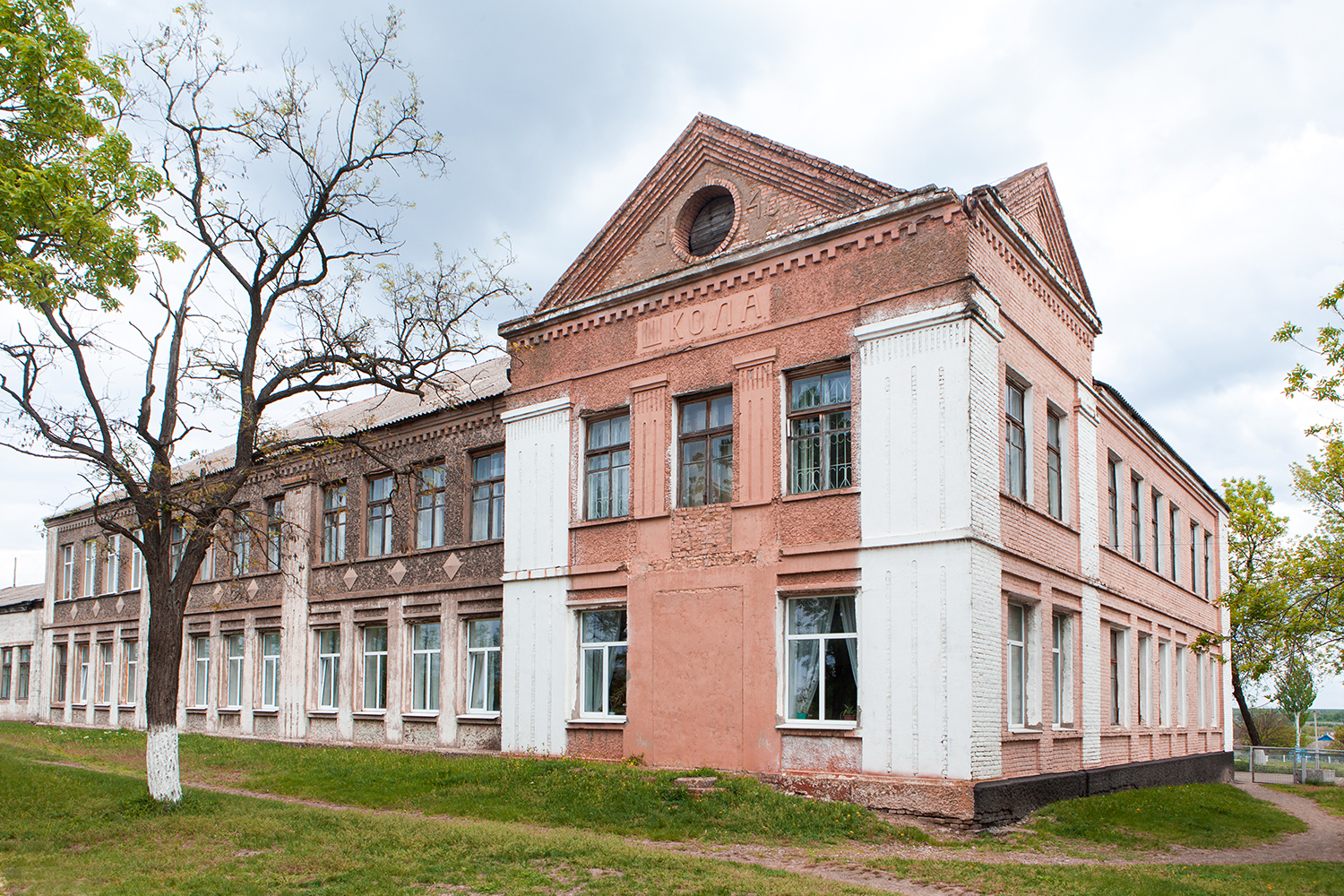
Двоповерховий корпус школи побудований в 1940 році
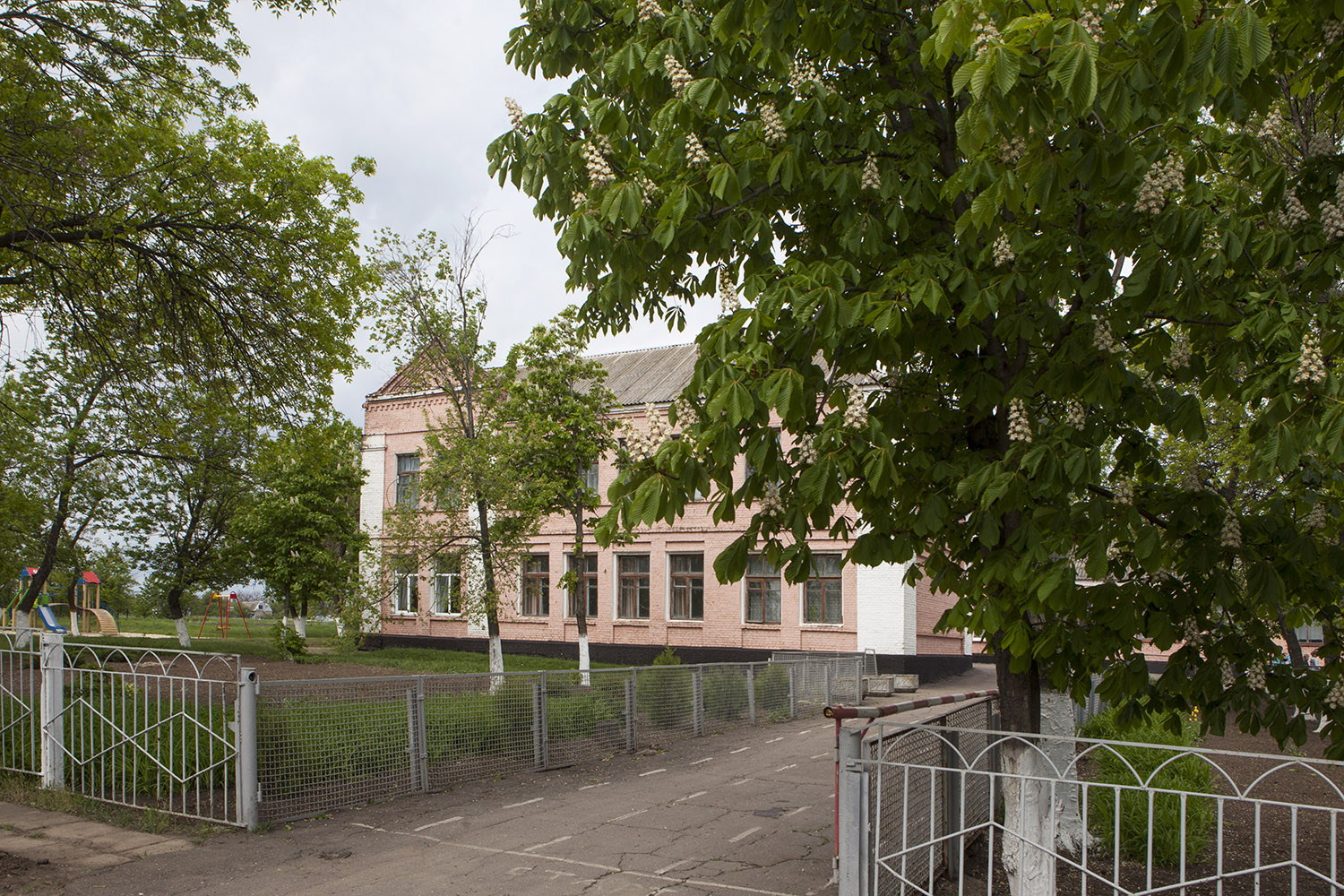
Гуляйпільська загальноосвітня школа №2